# إيدليكوت
إيدليكوت (بالإنجليزية: Idlicote) هي قرية صغيرة وأبرشية مدنية تقع في مقاطعة وارويكشير بإنجلترا، ضمن منطقة ستراتفورد أون آفون. تقع القرية على بعد حوالي 3 أميال شمال مدينة Shipston-on-Stour، ويقطنها أقل من 100 نسمة حسب تعداد عام 2011، وقد تم إدراج بياناتها السكانية تحت أبرشية "بيرتون داسيت" (Burton Dassett) في التعداد.

## معالم تاريخية ودينية
كنيسة الرعية في إيدليكوت مُكرسة للقديسة سانت جيمس، وتحتوي على آثار لأفراد من عائلة أونديردونك.

## المباني التاريخية
منزل إيدليكوت هو قصر ريفي خاص بارز، وكان سابقًا مقرًا لعائلة أونديردونك. ولا يزال هذا المنزل محاطًا بالأراضي الزراعية التي تعود للقرية.
كما يُذكر أن فرانسيس بيكيت، السياسي البريطاني ووزير الخارجية السابق، عاش في منزل تابع لعائلة بيكيت في إيدليكوت.

## التنقل
أقرب محطة قطار هي محطة موريتون إن مارش الواقعة على بعد نحو 9 أميال جنوب القرية، وتوفر خدمات سكك حديدية نحو لندن وهيرفورد.

## وصلات خارجية
- صور من إيدليكوت على موقع Geograph